# Dark (televisieserie)
Dark is een Duitse sciencefiction-dramaserie. Het is de eerste Duitse productie van Netflix.

## Samenvatting
Dark draait om de gebeurtenissen in het Duitse plaatsje Winden die zich afspelen in het jaar 2019. In dat jaar verdwijnen op onverklaarbare wijze kinderen uit het dorpje. De serie draait primair om vier gezinnen die over drie generaties met elkaar vervlochten zijn. Vanaf de opening van de kerncentrale in 1953 blijkt er in het grottenstelsel van Winden een gangenstelsel verborgen te liggen, dat in contact staat met 33 (1986) en 66 (2019) jaar daarna. Middels deze gangen kunnen personen in de tijd reizen en het heden beïnvloeden.

## Cast en personages
Familie Kahnwald
- Sebastian Rudolph als Michael Kahnwald, 43, pleegt zelfmoord in 2019
- Maja Schöne als Hannah Kahnwald (geboren als Krüger) is Michaels vrouw en Jonas' moeder, ze is masseuse
  - Ella Lee als de 14-jarige Hannah Krüger (1986)
- Louis Hofmann als Jonas Kahnwald, het enige kind van Michael en Hannah, beste vriend van Bartosz Tiedemann
- Angela Winkler als Ines Kahnwald, gepensioneerde verpleegster en Jonas' grootmoeder
  - Anne Ratte-Polle als Ines Kahnwald (1986)
  - Lena Urzendowsky als Ines Kahnwald (1953)

Familie Nielsen
- Oliver Masucci als Ulrich Nielsen, politieagent en vader van 3 kinderen
  - Ludger Bökelmann als Ulrich (1986)
- Jördis Triebel als Katharina Nielsen, directrice van de middelbare school van Winden, vrouw van Ulrich en moeder van 3 kinderen
  - Nele Trebs als Katharina Nielsen (1986)
- Moritz Jahn als Magnus, de tienerzoon van de familie Nielsen
- Lisa Vicari als Martha, de tienerdochter van de familie Nielsen en het vriendinnetje van Bartosz
- Daan Lennard Liebrenz als Mikkel, 11, het jongste kind van de familie Nielsens, raakt vermist in 2019
- Antje Traue als Agnes Nielsen (1953), Trontes moeder en Ulrichs grootmoeder
- Walter Kreye als Tronte Nielsen, vader van Ulrich en Mads, Mads verdween op 7 of 9 oktober 1986, op 12-jarige leeftijd
  - Felix Kramer als Tronte (1986)
- Tatja Seibt als Jana Nielsen, de vrouw van Tronte en de moeder van Ulrich en Mads
  - Anne Lebinsky als Jana (1986)

Familie Doppler
- Stephan Kampwirth als dr. Peter Doppler, de man van Charlotte en Jonas' psycholoog
- Karoline Eichhorn als Charlotte Doppler, is hoofdcommissaris van de politie in Winden en de vrouw van Peter
  - Stephanie Amarell als Charlotte in 1986
- Gina Stiebitz als Franziska Doppler, de tienerdochter van Peter en Charlotte
- Carlotta von Falkenhayn als Elisabeth Doppler, de dove 8-jarige dochter van Peter en Charlotte
- Hermann Beyer als Helge Doppler, 75, Peters vader en voormalig medewerker van de kerncentrale, lijdt in 2019 aan dementie
  - Peter Schneider als Helge (1986)
  - Tom Philip als Helge (1953)
- Michael Mendl als Bernd Doppler (1986), Peters opa, oprichter van de Windense kerncentrale
  - Anatole Taubman als Bernd in 1953

Familie Tiedemann
- Deborah Kaufmann als Regina Tiedemann, moeder van Bartosz en eigenaar van het plaatselijke hotel
- Peter Benedict als Aleksander Tiedemann (geboren als Boris Niewald), Regina's man en directeur van de kerncentrale in 2019
- Béla Gabor Lenz als Aleksander Köhler (1986)
- Bartosz Tiedemann, Regina's tienerzoon, Jonas Kahnwalds beste vriend, vriendje van Martha Nielsen
- Lisa Kreuzer als Claudia Tiedemann, Regina's moeder en grootmoeder van Bartosz
  - Julika Jenkins als Claudia (1986), eerste vrouwelijke directeur van de kerncentrale
- Christian Pätzold als Egon Tiedemann (1986), Claudia's vader, politieagent
- Luise Heyer als Doris Tiedemann (1953)

Overige personages
- Erik Obendorf, tiener, drugsdealer, vermist in 2019
- Vico Mücke als Yasin Friese, 9-jarig doof jongetje "vriendje" van Elisabeth raakt vermist in 2019
- Mark Waschke als Vader Noach
- Andreas Pietschmann als de vreemdeling
- Arnd Klawitter als H.G. Tannhaus, klokkenmaker 
  - Christian Steyer als Tannhaus (1986)
  - Arnd Klawitter als Tannhaus (1953)
- Leopold Hornung als Torben Wöller, beginnend politieagent die met Charlotte en Ulrich werkt

### Stamboom

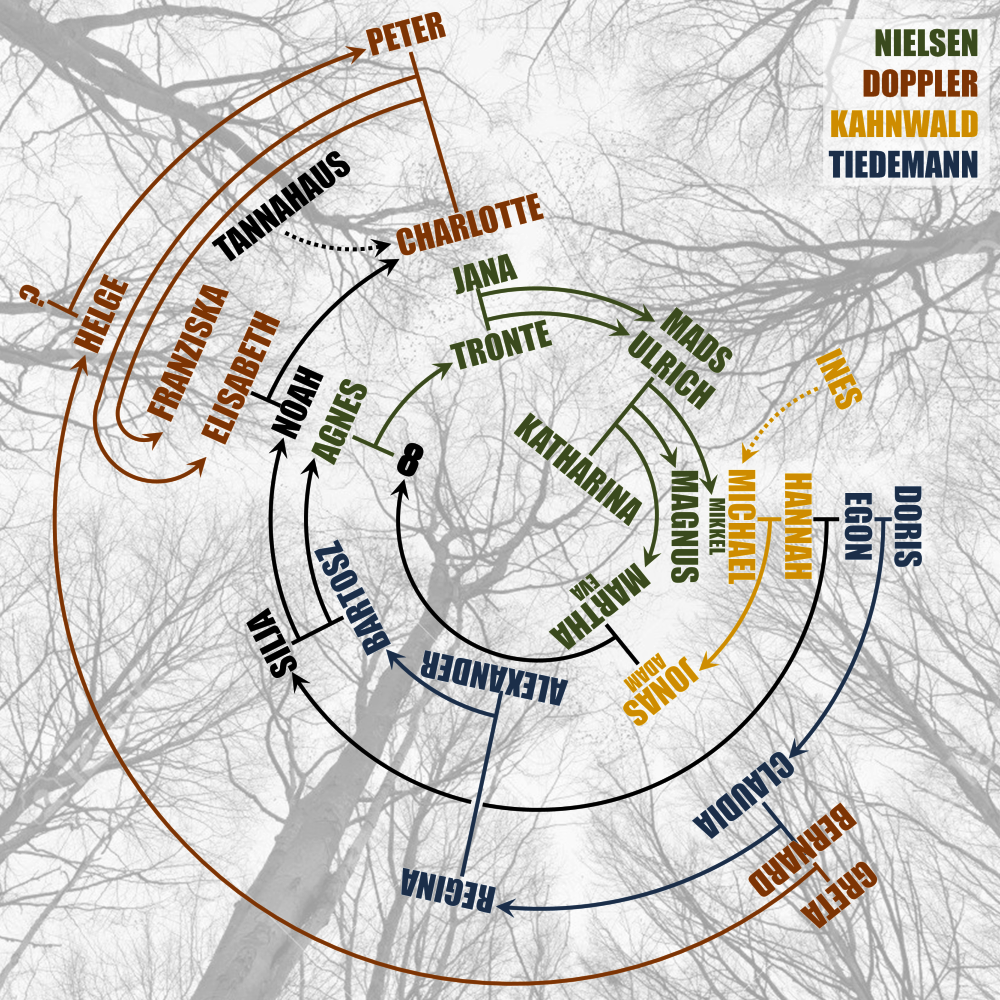
Circulaire stamboom

## Productie
Het volledige eerste seizoen werd op 1 december 2017 volledig beschikbaar gesteld op Netflix. Op 21 juni 2019 volgde het tweede seizoen. Het derde en laatste seizoen verscheen op 27 juni 2020. De serie werd in de media vergeleken met de series Stranger Things en Twin Peaks.